# Taťána Malá
Taťána Malá, rozená Veličková, (* 1. října 1981 Moravská Třebová) je česká politička, právnička a vysokoškolská pedagožka, v roce 2018 nakrátko ministryně spravedlnosti ČR ve druhé vládě Andreje Babiše, od října 2017 poslankyně Poslanecké sněmovny PČR, v letech 2016 až 2020 zastupitelka Jihomoravského kraje (v letech 2016 až 2019 též náměstkyně hejtmana a v letech 2019 až 2020 radní kraje), v letech 2014 až 2017 zastupitelka obce Lelekovice, členka hnutí ANO 2011.

## Život
Pochází z Moravské Třebové. Vystudovala zemědělské inženýrství na Agronomické fakultě Mendelovy zemědělské a lesnické univerzity v Brně (promovala v roce 2005), kde studium zakončila diplomovou prací na téma Mikroklimatické podmínky v chovu králíků, a právo na Panevropské vysoké škole v Bratislavě (promovala v roce 2011), kde studium zakončila diplomovou prací Úprava rodičovských práv a povinností k nezletilému dítěti na dobu po rozvodu.
Působila jako právnička a mediátorka. Externě vyučuje na Fakultě podnikatelské Vysokého učení technického v Brně. Od roku 2012 spolupůsobila se svým manželem jako společnice ve firmě All 4 Law, v polovině června 2018 převedla svůj podíl na manžela. Ten pak dále působil ve společnosti Swisscredit, zaměřující se na poskytování mikropůjček do 75 tisíc korun. V letech 2013 až 2017 byla Malá zapsanou mediátorkou se sídlem podnikání v Brně. V roce 2013 dvakrát neúspěšně usilovala o zkoušky na insolvenčního správce. V letech 2012 až 2016 měla též vykonávat koncipientskou praxi na plný úvazek v Dolném Kubíně na Slovensku.
Taťána Malá má tři děti (dcery Apolenu a Justýnu a syna Olivera), žije v obci Lelekovice v okrese Brno-venkov. Mezi její zájmy patří lyžování, cestování a čtení knih.
V roce 2019 se rozvedla se svým manželem Ondřejem Malým, se kterým byla 11 let. Důvodem podle jejích slov byla hlavně manželova nevěra.

## Politické působení
Od roku 2013 je členkou hnutí ANO 2011. V prosinci 2016 se stala předsedkyní hnutí v Jihomoravském kraji.
V komunálních volbách v roce 2014 byla lídryní kandidátky hnutí ANO Lelekovicích, ale neuspěla (skončila jako první náhradnice). Záhy však jeden z jejích kolegů rezignoval a ona se stala zastupitelkou obce. Ke konci května 2017 na mandát rezignovala.
V krajských volbách v roce 2016 byla za hnutí ANO zvolena zastupitelkou Jihomoravského kraje. V polovině listopadu 2016 se navíc stala náměstkyní hejtmana pro oblast majetku a investic. V červnu 2019 se na post náměstkyně hejtmana rozhodla rezignovat, jelikož se těžiště její práce přesunulo na centrální úroveň. Od července 2019 se stala radní kraje pro majetek a komunikaci s vládou a centrálními orgány. V krajských volbách v roce 2020 již nekandidovala. Tím pádem skončila i ve funkci radní kraje.
Ve volbách do Poslanecké sněmovny PČR v roce 2017 byla lídryní hnutí ANO 2011 v Jihomoravském kraji a z této pozice byla zvolena poslankyní. K jejím prioritám patřila doprava, zlepšení podmínek sociální péče a investice do vědy a vzdělávání. Po parlamentních volbách hodlala vykonávat funkce náměstkyně hejtmana i poslankyně.
Dne 22. června 2018 ji premiér Andrej Babiš představil v návrhu své druhé vlády jako ministryni spravedlnosti ČR a dne 27. června 2018 ji prezident Miloš Zeman do této vlády jmenoval. Např. David Ondráčka z Transparency International ČR označil její jmenování v kombinaci s působením ve firmě All 4 Law, stejně jako s působením jejího manžela ve Swisscredit, jako jasný střet zájmů, dle jeho názoru „není možné podnikat v insolvencích, ještě půjčovat lidem úvěry a pak hrát nezávisle roli tvůrce pravidel“. Malá na post rezignovala již po 13 dnech ve funkci, 9. července 2018, poté co byla veřejně konfrontována s plagiátorstvím ve svých diplomových pracích. Kratší dobu v čele některého z ministerstev působila pouze Karolína Peake v roce 2012.
Ve volbách do Poslanecké sněmovny PČR v roce 2021 kandidovala za hnutí ANO 2011 na 4. místě v Jihomoravském kraji. Získala 4 040 preferenčních hlasů, a stala se tak znovu poslankyní.
Ve sněmovních volbách v roce 2025 kandiduje na 3. místě kandidátní listiny hnutí ANO v Jihomoravském kraji.

## Kontroverze

### Zpochybnění zásady oficiality
V lednu 2018 na sebe upozornila rozhovorem pro Info.cz. V něm se vyjádřila o trestním stíhání Andreje Babiše v kauze Čapí hnízdo: „O vině a trestu rozhoduje soud. To rozhodně. Jen se ale pojďme bavit o tom, zda je opravdu nutné, aby ten soud rozhodoval teď. Co brání tomu, aby se řešení té kauzy posunulo o čtyři roky, nebo prostě do doby, než budou nové volby? Co se stane?“.

### Plagiátorství (Mgr.)
Den po jejím jmenování ministryní se v médiích objevilo podezření z plagiátorství, které se týkalo její magisterské práce z roku 2011 (Úprava rodičovských práv a povinností k nezletilému dítěti na dobu po rozvodu), kterou obhájila na právnické fakultě soukromé Panevropské vysoké školy v Bratislavě. Odborníci pomocí specializovaného systému na odhalování plagiátů a především ruční analýzou odhalili opakované shody s příspěvky na internetu, s učebnicí České rodinné právo nebo s diplomovou prací na obdobné téma z roku 2006. Z učebnice bylo přepsáno, jen s mírnou úpravou, několik stran. Některé pasáže z originální diplomové práce byly přejaty včetně překlepů, obě práce například obsahují větu: „Nepatrné rozdíly lze zpozorovat jen např. v podmínkách, za kterých se podílí se na výchově dítěte manžel rodiče dítě, ...“ 
K obvinění se Malá vyjádřila odmítavě: „Museli jsme si na to dávat setsakramentský pozor, abychom něco někde neopisovali a nepřekopírovali. Dostala jsem nějakou známku, tuším, že to bylo A, takže se na mě opravdu nezlobte, to je všechno, co vám k tomu řeknu.“ Dle odborníků však byla náhodná chyba v tomto rozsahu vyloučena.

### Koncipientská praxe
Stejně tak vyvstalo podezření, zda absolvovala poctivě povinnou koncipientskou praxi – měla ji totiž vykonávat na Slovensku v Dolním Kubíně, tedy asi 300 km od svého bydliště (tou dobou však měla řadu rodinných a pracovních závazků, které byly neslučitelné s plným úvazkem koncipientky).
Ke své koncipientské praxi se dále vyjádřila na mimořádné tiskové konferenci 9. 7. 2018. Uvedla: „Nedocházela jsem úplně denně, nicméně jsem v životě nezaznamenala jedinou výtku od svého školitele.“ Na otázku, jak často tedy do práce docházela odpověděla: „Já opravdu jako, nedocházela jsem tam asi úplně denně, ale pravidelně ... Nevim, nedokážu Vám teď říct, jestli to bylo třikrát týdně, čtyřikrát týdně...“ Koncipientskou praxi měla Malá vykonávat tři a půl roku mezi lety 2012 až 2016 (tedy necelé dva roky před tiskovou konferencí).

### Plagiátorství (Ing.)
Následně se zájem veřejnosti obrátil k její druhé diplomové práci z Agronomické fakulty Mendelovy zemědělské a lesnické univerzity v Brně na téma Mikroklimatické podmínky v chovu králíků z roku 2005. Byla zde rovněž zjištěna shoda s prací na obdobné téma z roku 2003. Dle odborníků, kteří se prací následně zabývali, šlo o jasný případ plagiátorství.
Zkoumaná práce má rozsah 48 stran, z čehož 25 stran tvoří teoretické poznatky a 11 stran praxe; za případ plagiátorství je označeno 16 až 17 stran z částí zabývající se teorií. Práce Taťány Malé totiž obsahuje zcela shodné pasáže, včetně odkazů na odborníky, a to ve stejném pořadí jako diplomová práce z roku 2003. Malá z téže práce přejala také tabulku „Porovnání obsahu živin v 1 kg masa jednotlivých druhů hospodářských zvířat“, ve které bylo pozměněno pořadí informací tak, aby v prvém řádku byly informace o králičím mase; ve zmíněné tabulce je však chyba ve formátování a hodnoty ve sloupci „Energie (MJ)“ jsou v nenavazujícím pořadí, které je stejné s tabulkou v diplomové práci z roku 2003. Malá však tuto práci jako zdroj nikde neuvádí, a to ani v seznamu použité literatury.
Univerzita v tiskovém prohlášení 1. července nejprve uvedla, že o plagiátorství nešlo, po nových zjištěních k 3. červenci však své dřívější vyjádření upravila a větu, že diplomová práce Malé není plagiát, z tiskového prohlášení vymazala. Dle mluvčí univerzity by dnes takováto diplomová práce byla vrácena k přepracování, nebyla by způsobilá k obhajobě. Ten den zároveň připustila tehdejší rektorka Danuše Nerudová, že se o plagiát z dnešního pohledu jedná. 9. července univerzita oznámila, že se diplomovou prací Taťány Malé bude zabývat etická komise univerzity.

### Reakce, petice a rezignace
Na vznesená obvinění a dotazy novinářů, zda by měla Malá rezignovat či zda ji z funkce odvolá, reagoval předseda vlády Andrej Babiš slovy, že: „...asi ano, ale já sem s ní nemluvil a ona tvrdí, že to tak nebylo. Tak je to tvrzení proti tvrzení.“ Malá v návaznosti na slova svého stranického předsedy uvedla, že ke své rezignaci nevidí důvod. „Považuji to za způsob, jak mě očernit a snížit mou důvěryhodnost. Vnímám to celé jako útok na Andreje Babiše skrze mě a na nově vznikající vládu. Já mám ve vztahu ke svému studiu a psaní diplomových prací naprosto čisté svědomí a nevidím důvod k rezignaci.“
Plagiátorství Malé v obou diplomových pracích vyvolalo ohlas také v akademické sféře, kde začala vznikat petice požadující její odstoupení. Mezi osobami, které podpořily petici byli také členové Legislativní rady vlády, z nichž někteří pohrozili, že v případě setrvání Malé na pozici ministryně spravedlnosti, zváží svoji rezignaci. Člen Legislativní rady vlády, vyučující z Právnické fakulty Univerzity Palackého v Olomouci a zároveň tvůrce zmíněné petice Petr Bezouška uvedl: „Tady to není, jak říká pan premiér, tvrzení proti tvrzení, není to o tom, že by někde zapomněla citovat, ona opravdu musela jet ctrl+c, ctrl+v, přitom to kopírovala i s chybami. Tohle člověk nedělá neúmyslně. Podle mě je to už tak jasná situace, že nelze mlčet. Ministryně byla usvědčena.“
Ministryně Malá v reakci na značnou medializaci kauzy svolala mimořádnou tiskovou konferenci, kde 9. 7. 2018 připustila, že v diplomových pracích opomněla citovat, obvinění, že by její práce byly plagiáty, však odmítla; pro takové hodnocení by podle ní byla nutná shoda 40 až 50 procent. „Já jsem se na to (diplomovou práci) dívala a nenašla jsem v ní ani jednu stranu, která by byla shodná. Ano, jsou tam velmi podobné některé odstavce, ale je to proto, že je to teoretická část. V té době byly velice omezené zdroje,“ uvedla. Dále odmítla, že by měla v úmyslu Mendelovu univerzitu a Panevropskou vysokou školu obalamutit, a zdůraznila, že obě práce obhájila „za A“. Rovněž opakovaně uvedla, že svědomí má čisté a také, že „drtivou většinu zdrojů mi (jí) poskytl vedoucí diplomové práce.“ Očekávanou demisi premiérovi Andreji Babišovi však nenabídla.
Ještě 9. 7. 2018, tedy ve stejný den konání mimořádné tiskové konference, zamířila Malá na jednání vedení hnutí ANO. V návaznosti na toto jednání následně opět vystoupila před novináře po boku s Andrejem Babišem, aby veřejnosti oznámila svoji rezignaci z postu ministryně spravedlnosti. Zájem veřejnosti o její diplomové práce označila za cíleně vedenou kampaň a svou rezignaci odůvodnila snahou dále nepoškozovat hnutí ANO a nově vznikající vládu; plagiátorství však nadále popírá. Kritiku opozice vyvolala informace, že by po Taťáně Malé měl resort spravedlnosti dočasně převzít premiér Andrej Babiš, toho času stále obviněný v kauze Čapí hnízdo. Andrej Babiš krátce poté navrhl na místo ministra spravedlnosti Jana Kněžínka.
Členkou Poslanecké sněmovny a místopředsedkyní mandátového a imunitního výboru Malá však zůstala. Stejně tak byla až do června 2019 i náměstkyní hejtmana Jihomoravského kraje (od července 2019 pak radní kraje).